# Klokan Greyův
Klokan Greyův (Notamacropus greyi, syn. Macropus greyi) je vyhynulý druh klokana z rodu Notamacropus. Popsal jej George Robert Waterhouse roku 1846.

## Výskyt
Vyskytoval se v Austrálii, soustředil se do oblastí jihovýchodní Jižní Austrálie a jihozápadní Victorie. Zhruba před 14 000 až 20 000 lety v období pleistocénu žil také na Tasmánii, přilehlém ostrově Hunter či na Klokaním ostrově. Druh se vyskytoval v otevřených travnatých stanovištích, nejčastěji na okrajích lesů složených z blahovičníků Eucalyptus baxteri, rostoucích na jílovitých půdách. V zimě se tyto oblasti staly bažinatými a rostly v nich rostliny rodů Gahnia a Themeda. V částech, kde byl nedostatek potravy, žili klokani samotářsky, pokud však bylo jídla dost, shlukovali se do skupin. Úkryt jim poskytovaly roztroušené porosty stromů Allocasuarina verticillata.

## Popis
Samci klokana Greyova měřili do 81 cm a jejich ocas, který měl světlešedou barvu a směrem ke konci se postupně zesvětloval, měřil 73 cm. Samice dosahovaly velikosti až 84 cm, ocas byl dlouhý 71 cm. Zbarvení bylo na těle popelavé, se žlutými odstíny na hřbetě a načervenalými rameny. Břicho bylo světlé žlutohnědé, končetiny béžové, s černými tlapami. Černý byl rovněž pruh mezi nosem a okem, pod ním dosahovala hlava bílého zbarvení. Tim Flannery tento druh označil nejelegantnějším ze všech klokanů a vyzdvihl také jeho rychlost; přestože nezvykle chodil, byl rychlým a vytrvalým běžcem, díky čemuž mohl uniknout i lovcům na koních či loveckým psům.

## Vyhynutí
Ve své domovině byl klokan Greyův běžným druhem ještě na počátku 20. století. Ačkoli byl loven pro sport i ceněnou srst, největší hrozbou se stalo ničení přirozeného prostředí: bažiny v oblasti začaly být vysoušeny již od roku 1862. Všechny lokality, ve kterých se klokan Greyův vyskytoval, byly postupně přetvořeny na zemědělskou půdu. Na vyhynutí druhu zřejmě měla svou daň i introdukce lišky obecné (Vulpes vulpes). Do roku 1910 z celé populace zbylo několik roztroušených skupinek, přičemž z roku 1924 pochází záznam o poslední volně žijící skupině klokanů na nádraží Konetta. Byla snaha tyto klokany přesunout na Klokaní ostrov, ale skončila neúspěšně, když všechna zvířata uhynula. Poslední klokan Greyův pak uhynul v zajetí roku 1939 a i přes rozsáhlá pátrání ze 70. let nebyli žádní další ve volné přírodě nalezeni. Mezinárodní svaz ochrany přírody považuje klokana Greyova za vyhynulý druh, který zmizel zhruba 85 let po zabrání Austrálie Evropany.